# Stefan Samerski
Stefan Antonius Samerski (* 9. Januar 1963 in Köln) ist ein deutscher katholischer Theologe, Priester, Kirchenhistoriker, Hochschullehrer und Sachbuchautor.

## Leben
Stefan Samerski ist ein Sohn der Eheleute Werner Samerski und Eva Maria geborene Neubauer. Er studierte von 1982 bis 1988 katholische Theologie, Geschichte und Kunstgeschichte an der Rheinischen Friedrich-Wilhelms-Universität Bonn und in Rom. In der Zeit von 1984 bis 1991 war er Angestellter am Institut für Kirchengeschichte der Katholisch-Theologischen Fakultät der Universität in Bonn und wurde dort 1991 mit einer kirchenhistorischen Arbeit zum Doctor theologiae promoviert. Im Zeitraum von 1991 bis 1997 wirkte er bei der Edition der Akten der Kölner Nuntiatur am Römischen Institut der Görres-Gesellschaft (RIGG) im Vatikan mit. Anschließend war er in den Jahren 1997 bis 2000 ein Stipendiat der Görres-Gesellschaft zur Vorbereitung der Habilitation im Fach Kirchengeschichte.
Stefan Samerski habilitierte sich im Juli 2000 an der Katholisch-Theologischen Fakultät der Ludwig-Maximilians-Universität (LMU) in München im Fach Kirchengeschichte des Mittelalters und der Neuzeit. Ab August 2000 wirkte er als wissenschaftlicher Angestellter am Geisteswissenschaftlichen Zentrum Ostmitteleuropa (GWZO) in Leipzig. Seit 2007 ist er außerplanmäßiger Professor für Kirchengeschichte des Mittelalters und der Neuzeit an der LMU in München. Die Priesterweihe empfing er am 27. Juni 2009 von Bischof Gerhard Ludwig Müller im Regensburger Dom. Er lehrt als Gastprofessor an polnischen, römischen, österreichischen, italienischen, niederländischen und deutschen Universitäten und Forschungsinstituten.
Stefan Samerski lehrt als Professor für Kirchengeschichte am Priesterseminar Redemptoris Mater Berlin, einer Zweigstelle der Päpstlichen Universität Gregoriana, und ist Mitglied der Historischen Kommission für ost- und westpreußische Landesforschung, Johann Gottfried Herder-Forschungsrates, Historischen Kommission für die böhmischen Länder und Preußischen Historischen Kommission.
Seit 2024 ist Samerski Präsident der Sudetendeutschen Akademie der Wissenschaften und Künste; 2015 wurde er zum ordentlichen Mitglied der Geisteswissenschaftlichen Klasse der Akademie berufen und war von 2018 bis 2024 Vizepräsident der Akademie.
Er ist zudem Ehrenphilister der KÖL Franzisco-Josephina.

## Publikationen (Auswahl)
- Die katholische Kirche in der Freien Stadt Danzig 1920–1933. Katholizismus zwischen Libertas und Irredenta (= Bonner Beiträge zur Kirchengeschichte. Bd. 17). Böhlau Verlag, Wien 1991, ISBN 978-3-412-01791-0.
- Atilio Amalteo (1545–1633), diplomatico pontificio di impronta tardoumanistica al servizio della riforma cattolica (Conferenza tenuta al Centro Tedesco di Studi Veneziani il 5-12-95) Biografie (= Deutsches Studienzentrum in Venedig. Quaderni. Bd. 49). Thorbecke, Sigmaringen 1996, ISBN 978-3-7995-4749-9.
- Priester im annektierten Polen. Die Seelsorge deutscher Geistlicher in den an das Deutsche Reich angeschlossenen polnischen Gebieten 1939–1945. Kulturstiftung der Deutschen Vertriebenen, Bonn 1997, ISBN 978-3-88557-168-1.
- Schuld und Sühne? Bischof Carl Maria Splett in Krieg und Gefangenschaft. Kulturstiftung der Deutschen Vertriebenen (Hrsg.), Bonn 1999, ISBN 978-3-88557-189-6.
- Ostdeutscher Katholizismus im Brennpunkt. Der deutsche Osten im Spannungsfeld von Kirche und Staat nach dem Ersten Weltkrieg. Kulturstiftung der Deutschen Vertriebenen, Bonn 1999, ISBN 978-3-88557-176-6.
- „Wie im Himmel, so auf Erden“? Selig- und Heiligsprechung in der Katholischen Kirche 1740 bis 1870. (Zugl.: Habilitationsschrift, Ludwig-Maximilians-Universität München 2000) Kohlhammer, Stuttgart 2002, ISBN 978-3-17-016977-7.
- Die Kölner Pantaleonsverehrung. Kontext – Funktion – Entwicklung. Books on Demand, Norderstedt 2005, ISBN 978-3-8334-3041-1.
- Johannes Paul II. Biografie. (= Beck'sche Reihe. 2435). : C. H. Beck, München 2008, ISBN 978-3-406-53635-9.
- Pancratius Pfeiffer, der verlängerte Arm von Pius XII. Der Salvatorianergeneral und die deutsche Besetzung Roms 1943/44. Biografie. Verlag Ferdinand Schöningh, Paderborn 2013, ISBN 978-3-506-76726-4.
- Die Nikopeia. Kultbild – Palladium – Mythos Venedigs. fe-Medienverlag, Kißlegg 2013, ISBN 978-3-86357-075-0.
- Päpste als Friedensvermittler. Bertuch Verlag GmbH, Weimar 2017, ISBN 978-3-86397-091-8.
- Deutschland und der Heilige Stuhl. Diplomatische Beziehungen 1920–1945. Aschendorff Verlag, Münster 2019, ISBN 978-3-402-13402-3.

Als Herausgeber
- Wilhelm II. und die Religion. Facetten einer Persönlichkeit und ihres Umfelds. Duncker und Humblot, Berlin 2001, ISBN 978-3-428-10406-2.
- Das Bistum Danzig in Lebensbildern. Ordinarien, Weihbischöfe, Generalvikare, apostolische Visitatoren 1922/25 bis 2000. Biografie (= Religions- und Kulturgeschichte in Ostmittel- und Südosteuropa. Bd. 3). Lit, Münster 2003, ISBN 978-3-8258-6284-8.
- Ein Bischof vor Gericht. Der Prozess gegen den Danziger Bischof Carl Maria Splett 1946. fibre Verlag, Osnabrück 2005, ISBN 978-3-929-75998-3.
- Die Landespatrone der böhmischen Länder. Geschichte – Verehrung – Gegenwart. Biografie. Verlag Ferdinand Schöningh, Paderborn 2009, ISBN 978-3-506-76679-3.
- Cura animarum. Seelsorge im Deutschordensland Preußen. Konferenzschrift, Danzig 2010 (= Forschungen und Quellen zur Kirchen- und Kulturgeschichte Ostdeutschlands. Bd. 45). Böhlau Verlag, Wien 2013, ISBN 978-3-412-21027-4.
- Metternich und der europäische Frieden. Mitteldeutscher Verlag, Halle 2023, ISBN 978-3-96311-811-1